# NGC 6558
NGC 6558 é um aglomerado globular na direção da constelação de Sagittarius. O objeto foi descoberto pelo astrônomo John Herschel em 1834, usando um telescópio refletor com abertura de 18,6 polegadas. Devido a sua moderada magnitude aparente (+8,6), é visível apenas com telescópios amadores ou com equipamentos superiores.